# Wronczyn (gmina Stęszew)
Wronczyn – wieś w Polsce, położona w województwie wielkopolskim, w powiecie poznańskim, w gminie Stęszew. Przez wieś przebiega droga wojewódzka nr 431 (dawniej 309). Na wschód, między Wronczynem a Będlewem przecina ją droga ekspresowa S5.
W dokumentach używano także nazwy Wronczino. Wieś Wronczino położona była w 1580 roku w powiecie kościańskim województwa poznańskiego. Pod koniec XIX wieku Wronczyn dzielił się na część gospodarską i szlachecką. W miejscowości, leżącej wówczas na terenie powiatu poznańskiego zachodniego istniały szkoły. Wieś gospodarska liczyła 39 domostw i 322 mieszkańców, z których katolikami było 317. W części szlacheckiej, należącej do dóbr będlewskich i liczącej 30 domostw i 653 mieszkańców była parowa gorzelnia.
W latach 1975–1998 miejscowość należała administracyjnie do województwa poznańskiego.
We Wronczynie znajduje się zabytkowy park dworski.